# キム・オクビン
キム・オクビン（ハングル：김옥빈、漢字：金玉彬、1986年12月29日 - ）は、韓国の女優。全羅南道順天市出身。身長167cm。光陽実業高等学校卒業。慶煕大学校演劇映画科在学中。
女優のチェ・ソジンは実妹。

## 出演

### テレビドラマ
- ハノイの花嫁（2005年、SBS） - リ・ティブ役
- おはよう、神様（2006年、KBS2） - ソ・ウンヘ（ハン・ウンヘ）役
- オーバー・ザ・レインボー（2006年、MBC） - チョン・ヒス役
- 銭の戦争（2007年、SBS） - イ・スヨン役
- 剣と花（2013年、KBS） - ソヒ王女 / ソ・ムヨン役
- ユナの街（2014年、JTBC） - カン・ユナ役
- パンドラ 小さな神の子供たち（2018年、OCN） - キム・ダン役
- アスダル年代記（2019年、tvN） - テアラ役
- ダークホール-愛を奪う闇-（2021年、OCN） - イ・ファソン役
- その恋、断固お断りします（2022年、Netflix） - ヨ・ミラン役[2]
- アスダル年代記 シーズン2（2023年、tvN） - テアラ役

### 映画
- Voice（2005年）
- アラン-阿娘-（2006年）
- 多細胞少女（2006年）
- 1724 妓房乱動事件（2008年）
- 渇き（2009年）
- 女優たち（2009年）
- 高地戦（2011年）
- タイム・クライム（2013年）
- 国選弁護人 ユン・ジンウォン（2015年）
- 悪女/AKUJO（2017年）
- 一級機密（2017年）
- 一場春夢（2022年）

### Music Video
- イ・スンチョル『이승철 - 무정』（2004年）
- パク・ジョンヒョン『박정현 - 위태로운 이야기』（2006年）
- ジア『지아 - 수호천사 』（2007年）
- ジア『지아 - 내 마음 별과 같이』（2007年）
- ジア－ム『지아 - 물끄러미』（2007年）
- Schizo『스키조 - BOMB! BOMB! BOMB!』（2011年）